# Michail Gurevitj
Michail Iosifovitj Gurevitj, född den 12 januari 1893, död den 12 november 1976 i Leningrad, var en sovjetisk flygplanskonstruktör och partner med Artiom Mikojan, som konstruerade det berömda MiG-militärflygplanet.

## Biografi
Gurevitj var av ukrainsk-judisk härkomst och född i en familj på en vingård i byn Rubansjtjina i guvernementet Kursk. År 1910 tog han examen på gymnasiet i Ochtyrka i guvernementet Charkov och började därefter studera matematik på Charkovs universitet. Efter ett år avvisades han från universitetet och från regionen, efter att ha deltagit i revolutionära aktiviteter, och flyttade till Frankrike för att fortsätta sin utbildning vid universitetet i Montpellier, och sedan specialisera sig på flygteknik vid franska Supaéro.
Under sommaren 1914 besökte Gurevitj sitt hem när första världskriget bröt ut. Detta och senare det ryska inbördeskriget avbröt hans utbildning. År 1925 utexaminerades han emellertid från flygfakulteten Charkiv Teknologiska Institution och arbetade därefter som ingenjör på ett statligt företag inom kraftbranschen.
År 1929 flyttade Gurevitj till Moskva för att fortsätta karriären som flygdesigner. År 1937 ledde han ett desigteam vid Polikarpov designbyrå och efter 1939 blev han vice chefsdesigner. År 1957 blev han chefskonstruktör vid Mikojan-Gurevitj-designbyrån.
För sitt designarbete vann Gurevitj det statliga Stalinpriset (1941, 1947, 1948, 1949, 1953), Leninpriset (1962) och titeln Socialistiska arbetets hjälte (1957).
Av de berömda MiG-planen var det första ett propellerdrivet jaktplan, MiG-3, som provflögs 1940 och som tillverkades i över 3000 exemplar under andra världskriget.